# Barokní pop
Barokní pop je hudební žánr mísící prvky barokní hudby a popu. Vyvinul se koncem 60. let 20. století jako jeden z typických žánrů „Léta lásky“. Vyznačuje se bohatou melodikou a instrumentací se zapojením rockových i orchestrálních nástrojů. Částečně se překrývá s folkem, symfonickým rockem, art rockem, psychedelickým popem apod.
Mezi definující interprety žánru z šedesátých let patří například skupiny Love, The Beach Boys, Bee Gees nebo The Zombies. Později tento žánr hráli například Lana Del Rey, The Decemberists, Arcade Fire, Bon Iver nebo Woodkid.